# Nyträsket (Arvidsjaurs socken, Lappland, 727737-167200)
Nyträsket är en sjö i Arvidsjaurs kommun i Lappland och ingår i Byskeälvens huvudavrinningsområde. Sjön har en area på 0,64 kvadratkilometer och ligger 358 meter över havet.

## Delavrinningsområde
Nyträsket ingår i det delavrinningsområde (727891-167105) som SMHI kallar för Utloppet av Nyträsket. Medelhöjden är 389 meter över havet och ytan är 4,78 kvadratkilometer. Det finns inga avrinningsområden uppströms utan avrinningsområdet är högsta punkten. Vattendraget som avvattnar avrinningsområdet har biflödesordning 4, vilket innebär att vattnet flödar genom totalt 4 vattendrag innan det når havet efter 133 kilometer. Avrinningsområdet består mestadels av skog (81 procent). Avrinningsområdet har 0,64 kvadratkilometer vattenytor vilket ger det en sjöprocent på 13,3 procent.